# جورج عبد الله غانم
جورج عبد الله غانم (1924 - 2 يونيو 1992) شاعر لبناني. ولد في بسكنتا بقضاء المتن في عائلة محبة للأدب، فوالده شاعر أيضًا. درس في بلدته ثم في بيروت، فتخرج بشهادة الإجازة في العلوم السياسية من الأكاديمية اللبنانية في بيروت. رأس دائرة الفنون الجميلة في وزارة التربية الوطنية، ودرّس الأدب العربي في الجامعة اللبنانية ومعهد الحكمة. أسس حلقة «الثريّا» الأدبية سنة 1956. له مجموعات شعرية عديدة.

## سيرته
ولد جورج عبد الله جرجس عبد الله غانم في بسكنتا بقضاء المتن سنة 1932. والده الشاعر عبد الله غانم وشقيقه هو روبير. درس في مدرسة راهبات المحبة في بلدته، ثم معهدي الحكمة والليسيه وفي الأكاديمية اللبنانية في بيروت. فتخرج بشهادة الإجازة في العلوم السياسية وحصل على الماجستير في العلوم الاقتصادية، والإجازة في الآداب، والدبلوم في التخطيط التربوي.

عمل في التدريس والإدارة والصحافة وتنقل بين مناصب إدارية عدة. اختير عضوا في اتحاد الكتاب اللبنانيين. أسس الرابطة الأدبية في بسكنتا سنة 1955، وكان أول رئيس لها. ثم أسس حلقة «الثريا» الأدبية 1956 مع إدمون رزق وميشال نعمة وشوقي أبي شقرا وأنور سلمان وغيرهم. شارك في تأسيس مجلس المتن الشمالي للثقافة واتحاد الكتاب اللبنانيين، وبيت الفنان اللبناني، وأكاديمية الفكر اللبناني، والمجلس الثقافي الوطني، والصالون الأدبي، ومجمع الحكمة العلمي، ورأس بعض هذه المؤسسات.

رأس دائرة الفنون الجميلة في وزارة التربية الوطنية في 1965، واستمر رئيساً لها مدة خمسة عشر عاما حتى 1980 حين استقال من وظائف الوطنية.

توفي جورج غانم يوم 2 يونيو (حزيران) 1992.

## حياته الشخصية
تزوج جورج غانم عام 1962 من نهى خليل سلمون، ولهما أربعة أولاد: زينة، وندى، وميا، وعبد الله. من أشقائه روبير وغالب ورفيق.

## جوائزه وتكريمه
- 1949: جائزة الشعر للطلاب الثانويين في لبنان.
- 1974: جائزة الدولة في الشعر. [8]
- ؟: قلدته الدولة اللبنانية وساما رفيعاً بعد الوفاة.
- سبتمبر 2001: أقام نصب تذكاري في مسقط رأسه. [9]

## مؤلفاته
- «أزهار الخريف»، 1955
- «نداء البعيد»، 1957
- «مجامر»، 1960
- «سفر الكلمات»، 1966
- «حجر الحب وقصائد الفرح»، 1968
- «شعراء وآرا: أبحاث وخواطر»، 1971
- «آتٍ بلا رياح: كلمات وأناشيد»، 1973
- «على حدود النسيان»، 1980
- «مرايا غبار»، 1983
- «قصائد حب»، 1989
- «دراسات وخواطر عن 24 شاعرا من سنة 1900 إلى سنة 1970»
- «أصوات وراء الحدود: دراسات أدبية»، 1993